# Villarquemado
Villarquemado est une commune d’Espagne, dans la province de Teruel, communauté autonome d'Aragon, comarque de Teruel.

## Démographie
En 2022, elle comptait 857 habitants sur une superficie de 56,43 km².